# MAMI KAWADA BEST BIRTH
『MAMI KAWADA BEST BIRTH』（マミ カワダ ベスト バース）は、川田まみの1作目のベスト・アルバム。2013年2月13日にジェネオン・ユニバーサル・エンターテイメントジャパンから発売された。

## 概要
自身初のベスト・アルバム。2月20日に発売の「FIXED STAR」を含むシングル13作品の内、8thシングル「Prophecy」と両A面シングル「赤い涙／Beehive」の「Beehive」を除く、シングルA面楽曲（タイトル曲）が全て収録されている。

初回限定盤（GNCV-1032）には、2012年9月17日に恵比寿リキッドルームで行われた「MAMI KAWADA 2012 LIVE TOUR “SQUARE THE CIRCLE”」を収録したBlu-ray Discが同封される。

## 収録曲
1. radiance [4:19]
作詞：KOTOKO、川田まみ／作曲・編曲：中沢伴行
  - テレビアニメ「スターシップ・オペレーターズ」オープニングテーマ
2. 緋色の空 [4:14]
作詞：川田まみ／作曲：中沢伴行／編曲：中沢伴行、尾崎武士
  - テレビアニメ『灼眼のシャナ』前期オープニングテーマ
3. 赤い涙 [4:19]
作詞：川田まみ／作曲・編曲：中沢伴行
  - 映画『劇場版 灼眼のシャナ』挿入歌
4. Get my way! [2:56]
作詞：川田まみ／作曲：高瀬一矢／編曲：高瀬一矢、尾崎武士
  - テレビアニメ『ハヤテのごとく!』第2クールエンディングテーマ
5. JOINT [3:58]
作詞：川田まみ／作曲：中沢伴行／編曲：中沢伴行、尾崎武士
  - テレビアニメ『灼眼のシャナII』前期オープニングテーマ
6. PSI-missing [4:20]
作詞：川田まみ／作曲：中沢伴行／編曲：中沢伴行、尾崎武士
  - テレビアニメ『とある魔術の禁書目録』前期オープニングテーマ
7. masterpiece [4:34]
作詞：川田まみ／作曲・編曲：井内舞子
  - テレビアニメ『とある魔術の禁書目録』後期オープニングテーマ
8. No buts! [3:35]
作詞：川田まみ／作曲：中沢伴行／編曲：中沢伴行、尾崎武士
  - テレビアニメ『とある魔術の禁書目録II』前期オープニングテーマ
9. See visionS [5:26]
作詞：川田まみ／作曲・編曲：井内舞子
  - テレビアニメ『とある魔術の禁書目録II』後期オープニングテーマ
10. Serment [4:12]
作詞：川田まみ／作曲：中沢伴行／編曲：中沢伴行、尾崎武士
  - テレビアニメ『灼眼のシャナIII-FINAL-』後期オープニングテーマ
11. Borderland [3:42]
作詞：川田まみ／作曲：中沢伴行／編曲：高中崎伴武矢
  - テレビアニメ『ヨルムンガンド』オープニングテーマ
12. FIXED STAR [3:51]
作詞：川田まみ／作曲：中沢伴行／編曲：中沢伴行、尾崎武士
  - アニメ映画『劇場版 とある魔術の禁書目録 -エンデュミオンの奇蹟-』エンディングテーマ
13. 風と君を抱いて -2013 ver.- [5:59]
作詞：KOTOKO／作曲・編曲：高瀬一矢
  - 原曲はCROWDのPCゲーム「miss you」の主題歌。OUT FLOW収録。
14. eclipse [4:12]
作詞：KOTOKO／作曲・編曲：中沢伴行
  - SelenのPCゲーム「燐月-リンゲツ-」の主題歌。COLLECTIVE収録。
15. 明日への涙 [6:25]
作詞：KOTOKO／作曲・編曲：中沢伴行
  - テレビアニメ「おねがい☆ツインズ」エンディングテーマ。KOTOKOと佐藤裕美のシングル「Second Flight」に収録。
16. BIRTH [4:54]
作詞：川田まみ／作曲：中沢伴行／編曲：中沢伴行、尾崎武士
  - 書き下ろし楽曲